# Ett farväl till Bullerbyn?
Ett farväl till Bullerbyn? – om varför segregationen tilläts växa och vad som krävs för ett mer sammanhållet samhälle är en bok av Åsa Eriksson, tidigare lokalpolitiker i Norberg och senare riksdagsledamot för Socialdemokraterna, utgiven i augusti 2023 på Tankesmedjan Tiden.

## Innehåll
Eriksson skrev att Sverige på kort tid hade förändrats från ett land präglat av folkhemsideal och Bullerbykänsla till skjutningar, gängkriminalitet, ökande klyftor, och en cementerad segregation. Hon frågar vad som hände, om Sverige och socialdemokratin hade varit naiva, och vad som kan göras bättre framöver.
Eriksson beskriver sina erfarenheter som lokalpolitiker i Norberg och senare som riksdagsledamot. I boken intervjuar hon socialdemokraterna Mona Sahlin, Lars Engqvist, Anna-Greta Leijon, Lena Hjelm-Wallén, Ulrica Messing och Lars Stjernkvist.

## Mottagande
Med boken ville Eriksson bidra till ett mer modigt och öppet debattklimat. Hon var spänd på hur självkritiken i boken skulle tas emot av partikamraterna i Socialdemokraterna.
ABF Stockholm arrangerade ett boksamtal med Eriksson, Ardalan Shekarabi, Anne-Marie Lindgren, och Lisa Nåbo.
Anders Lindberg skrev i Aftonbladet att "I boken går hon på jakt efter vad som egentligen hände på 1990-talet. [...] Fram tonar bilden av en dubbel omläggning. Perspektiv som mångfald och mångkultur ges ett egenvärde i integrationspolitiken samtidigt som klassperspektivet tonas ner. Socialdemokraterna köper den nyliberala idén om att samhället i första hand är en marknadsplats. Partiets urgamla betoning som sammanhållning och jämlikhet blir allt mindre viktig. Men den ersätts inte av några nya stora reformer, bara av långsam anpassning till politisk uppgivenhet."

## Övrigt om boken
I en längre intervju av Anders Lindberg som en del i Aftonbladets podd Den ideologiska frågan i september 2023 berättade Eriksson om boken och tiden den handlar om. Eriksson berättar hur hon skrev brev till regeringen Reinfeldt men att hon var rädd att klassas som främlingsfientlig.:2m59s Hon landade ändå till slut i övertygelsen att migrationen inte kan vara större än vad integrationen klarar av.:3m56s Hon berättade om känslan av maktlöshet och när hon efter en intervju i Sveriges Radio blev känd som "Det gråtande kommunalrådet" efter att ha tvingats konstatera att mottagandet av asylsökande i Norberg inte blev bra.:4m18s Eriksson sade att "Hade jag fått göra saker annorlunda så hade jag varit tydligare tidigare.":6m24s
Hon sade att det fanns förklaringar till varför Socialdemokraterna inte hade kunnat driva sin politik (till exempel att man inte haft majoritetsregering), men att en del av det förtroende som partiet hade tappat kunde återvinnas genom att förklara att vissa saker inte blev som det var tänkt och att vissa saker borde ha gjorts annorlunda.:7m42s Hon uppfattade att väljarnas förtroende för henne i Norberg ökade när hon stod upp mot "Stockholm".:8m14s
Eriksson sade att Lars Engqvist kan ha haft rätt när han i intervjun med Eriksson menade att det var ett stort skifte att Socialdemokratin under 1990-talet övergav klassanalysen.:11m Lars Engqvist, Ulrica Messing, med flera hade påpekat hur mångkultur och mångfald blev ett mål i sig som var så viktigt att man glömde bort att samhället måste hålla ihop.:11m38s
Av dem hon intervjuade för boken gav flera uttryck för att om man försökte adressera problem så uppfattades det inte vara politiskt korrekt och det följdes av tillrättavisningar, vilket ledde till att kritiken tystnade. Eriksson kommenterade det med att "Det tror jag är livsfarligt", att det var en anledning till att hon skrev boken, och att man måste orka lyssna på dem som ifrågasätter konsekvenser av föreslagna åtgärder.:13m43s Enligt Eriksson är grupptänk ett drag hos Socialdemokratin, men hon tror att det även kan finnas liknande drag i andra partier.:15m20s Eriksson sade att hon i boken tog upp några exempel på när socialdemokrater "direkt väljer att missförstå" även egna partikamrater.:19m15s
Enligt Eriksson gick det (2023) att se att den förda migrationspolitiken hade nått sina syften, att människor fick sina ansökningar prövade men att Sverige inte längre hade samma starka pull-faktorer som tidigare.:30m34s